# Каргарка реюньйонська
Каргарка реюньйонська (Alopochen kervazoi) — вимерлий вид качок. Був поширеним на острові Реюньйон та вимер наприкінці 17 століття.

## Вимирання
Вид відомий лише з субфоссилових кісток, зібраних Бертраном Кервазо в Печері перших французів (фр. Grottes des Premiers Français) на Реюньйоні у 1974 році. Нідерландський мандрівник Віллем Бонтеко згадав про виявлення гусей на острові під час його відвідування в 1619 році, як і французький дослідник Франсуа Дюбуа в 1671—1672 роках. Ще в 1667 році губернатор Франсуа Мартен скаржився на надмірне полювання. Останнім записом про вид є перелік 1709 року де ла Мервейля, який заявив, що качки та гуси траплялися «у великій кількості», але оскільки Жан Фейлі не вніс у свій перелік водоплавних птахів у своєму каталозі тварин Реюньйону 1705 року, запис де ла Мервейля, очевидно, базується на застарілій інформації. Таким чином, останнім записом про вид є звіт Пер Бернардена в 1687 році. Вид, ймовірно, вимер у 1690-х роках. У 1710 році губернатор Реюньйона Антуан Десфорж-Буше (1681—1725) написав у своїй праці «Mémoire d' Antoine Boucher sur l'île Bourbon en 1710»: «Шановні панове. Більше нікого з цих тварин знайти не можна, лише жалюгідні залишки того, що змогло втекти від їхньої ненаситної жадібності».